# Petr Novický
Petr Novický, né le 26 mars 1948 à Olomouc, en Tchécoslovaquie, est un ancien joueur tchécoslovaque de basket-ball.

## Palmarès
- 3e du championnat d'Europe 1969